# Кінг-Лейк (Небраска)
Кінг-Лейк (англ. King Lake) — переписна місцевість (CDP) в США, в окрузі Дуглас штату Небраска. Населення — 114 особи (2020).

## Географія
Кінг-Лейк розташований за координатами 41°18′41″ пн. ш. 96°18′6″ зх. д. / 41.31139° пн. ш. 96.30167° зх. д. (41.311506, -96.301602).  За даними Бюро перепису населення США в 2010 році переписна місцевість мала площу 2,62 км², з яких 2,56 км² — суходіл та 0,06 км² — водойми.

## Демографія
Згідно з переписом 2010 року, у переписній місцевості мешкало 280 осіб у 119 домогосподарствах у складі 70 родин. Густота населення становила 107 осіб/км².  Було 153 помешкання (58/км²).
Расовий склад населення:
| - 90,4 % — білих - 1,1 % — корінних американців - 5,0 % — осіб інших рас |

До двох чи більше рас належало 3,6 %. Частка іспаномовних становила 7,9 % від усіх жителів.
За віковим діапазоном населення розподілялося таким чином: 18,6 % — особи молодші 18 років, 67,1 % — особи у віці 18—64 років, 14,3 % — особи у віці 65 років та старші. Медіана віку мешканця становила 46,6 року. На 100 осіб жіночої статі у переписній місцевості припадало 129,5 чоловіків;  на 100 жінок у віці від 18 років та старших — 132,7 чоловіків також старших 18 років.
Цивільне працевлаштоване населення становило 60 осіб. Основні галузі зайнятості: виробництво — 31,7 %, освіта, охорона здоров'я та соціальна допомога — 23,3 %, оптова торгівля — 18,3 %, роздрібна торгівля — 15,0 %.